# ۴۴ گاوران
۴۴ گاوران یک ستاره است که در صورت فلکی گاوران قرار دارد.